# 風刺漫画

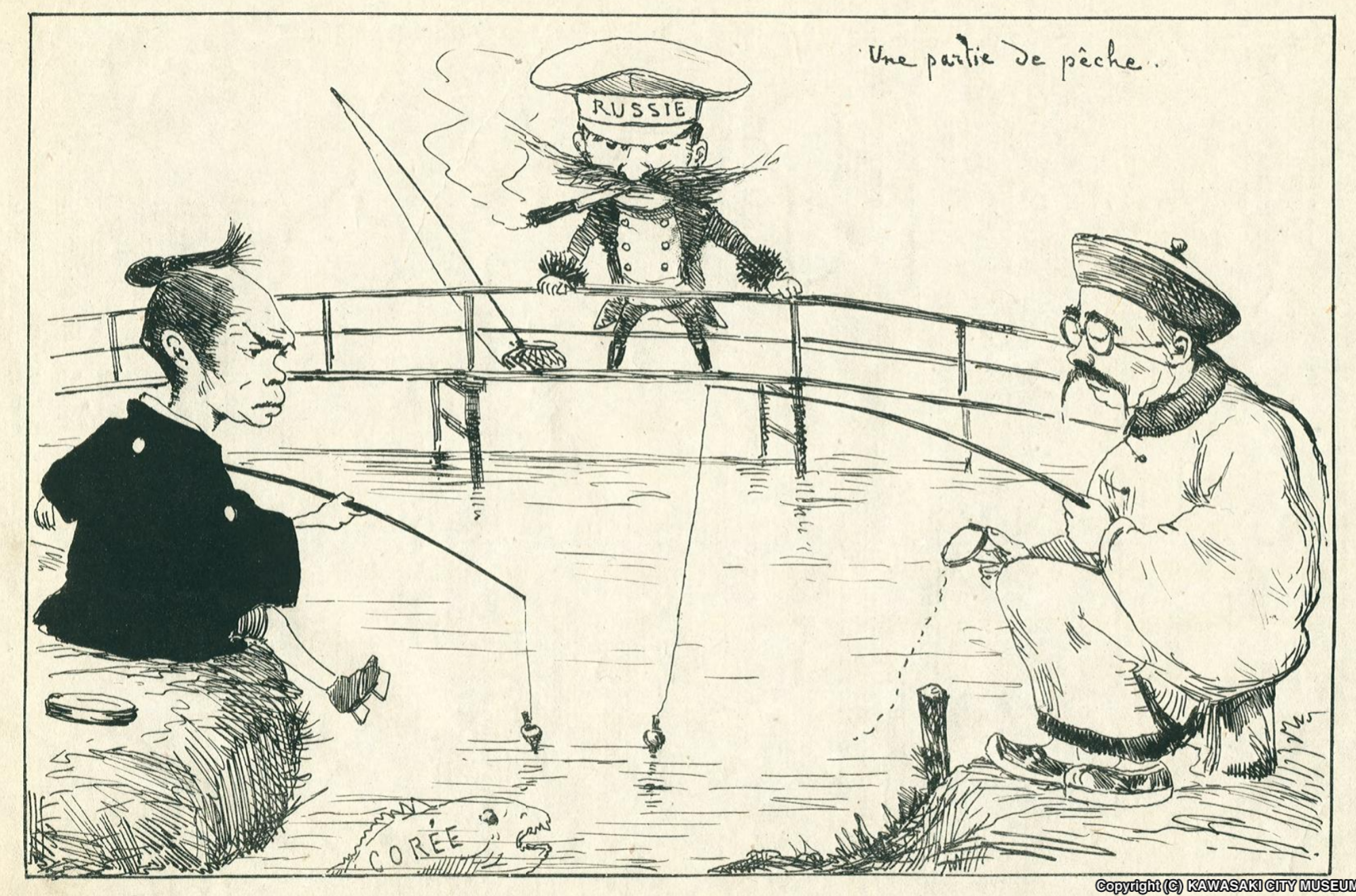
ジョルジュ・ビゴーの「魚釣り遊び」（Une partie de pêche）。
『トバエ』1号（1887.2.15）
魚（朝鮮）を釣り上げようとする日本と中国（清）、横どりをたくらむロシア

風刺漫画（ふうしまんが）は、現実の社会や政治を風刺することを目的とする漫画の一ジャンルで、新聞では社説やコラムなどとともに掲載される事が多く、1コマ・4コマといったように比較的短い作品が中心となっている。また、イギリスの風刺漫画雑誌『パンチ』から、「ポンチ絵」・「パンチ絵」という風刺・寓話要素を込めた絵を指す言葉が生まれたが、現在では漫画そのものを指す語として用いられることも多い。日本で風刺漫画のネタとして吉田茂首相はよく使われ退陣の際には漫画家から感謝されている。

## 代表的な風刺漫画家
※五十音順
- アンドレ・ジル
- アンリ・メイエ
- いしいひさいち
- ウノ・カマキリ
- エドワード・リンリー・サンボーン
- 王立銘
- 押切蓮介
- オノレ・ドーミエ
- 加藤芳郎
- クミタ・リュウ
- 久米田康治
- 小林よしのり
- 近藤日出造
- サトウサンペイ
- 佐藤正明
- ジェームズ・ギルレイ
- 清水崑
- 下川凹天
- ジョージ・クルックシャンク
- ジョルジュ・ウォランスキ
- ジョルジュ・ビゴー
- ジョン・テニエル
- チャールズ・ワーグマン
- トマス・ローランドソン
- 中村伊助[2][3]
- 那須良輔
- 針すなお
- 本多錦吉郎
- 宮武外骨
- やくみつる
- 山藤章二
- 横山泰三
- ヨハン・ブラーケンシーク（英語版）
- ラナン・ルリー
- ルーブ・ゴールドバーグ（英語版）

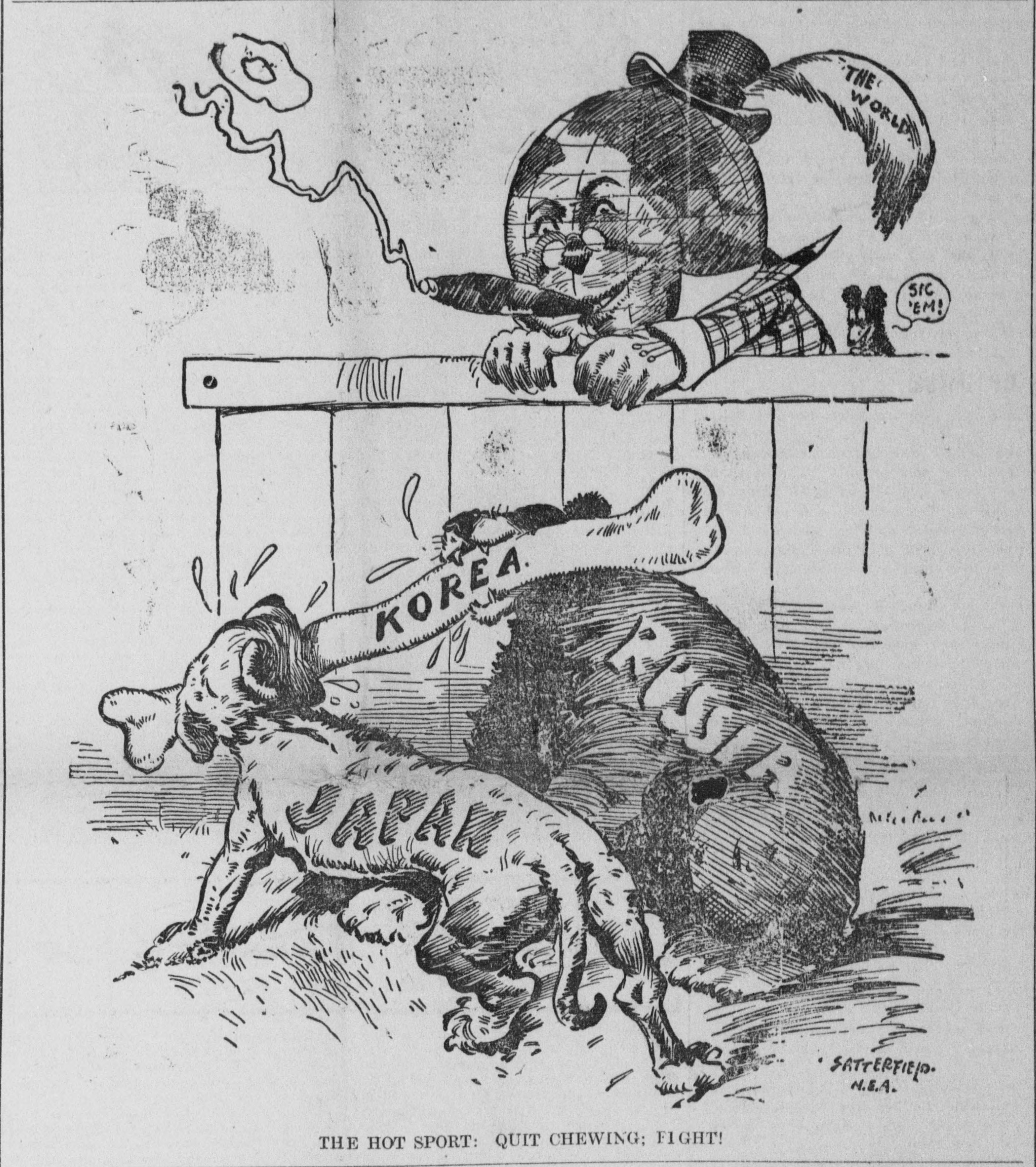
世界がフェンス越しに2匹の犬（ロシア帝国と大日本帝国）が大きな骨（大韓帝国）を取り合う姿を見物しながら日露戦争が起きるのを待ちわびている（ボブ・サターフィールド（英語版）、1904年）
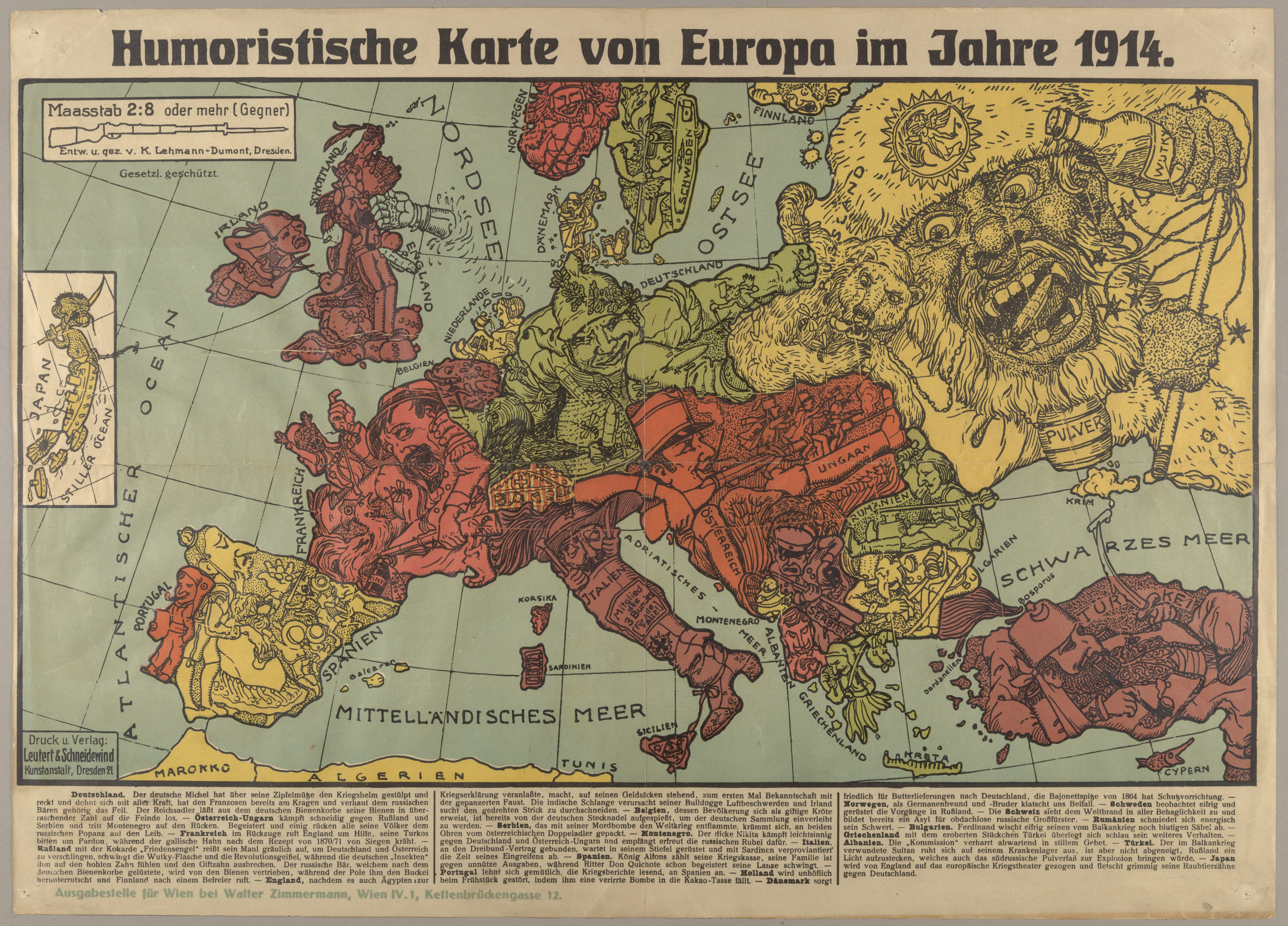
レーマン・デュモン、G.カール「ヨーロッパの風刺地図」1914年
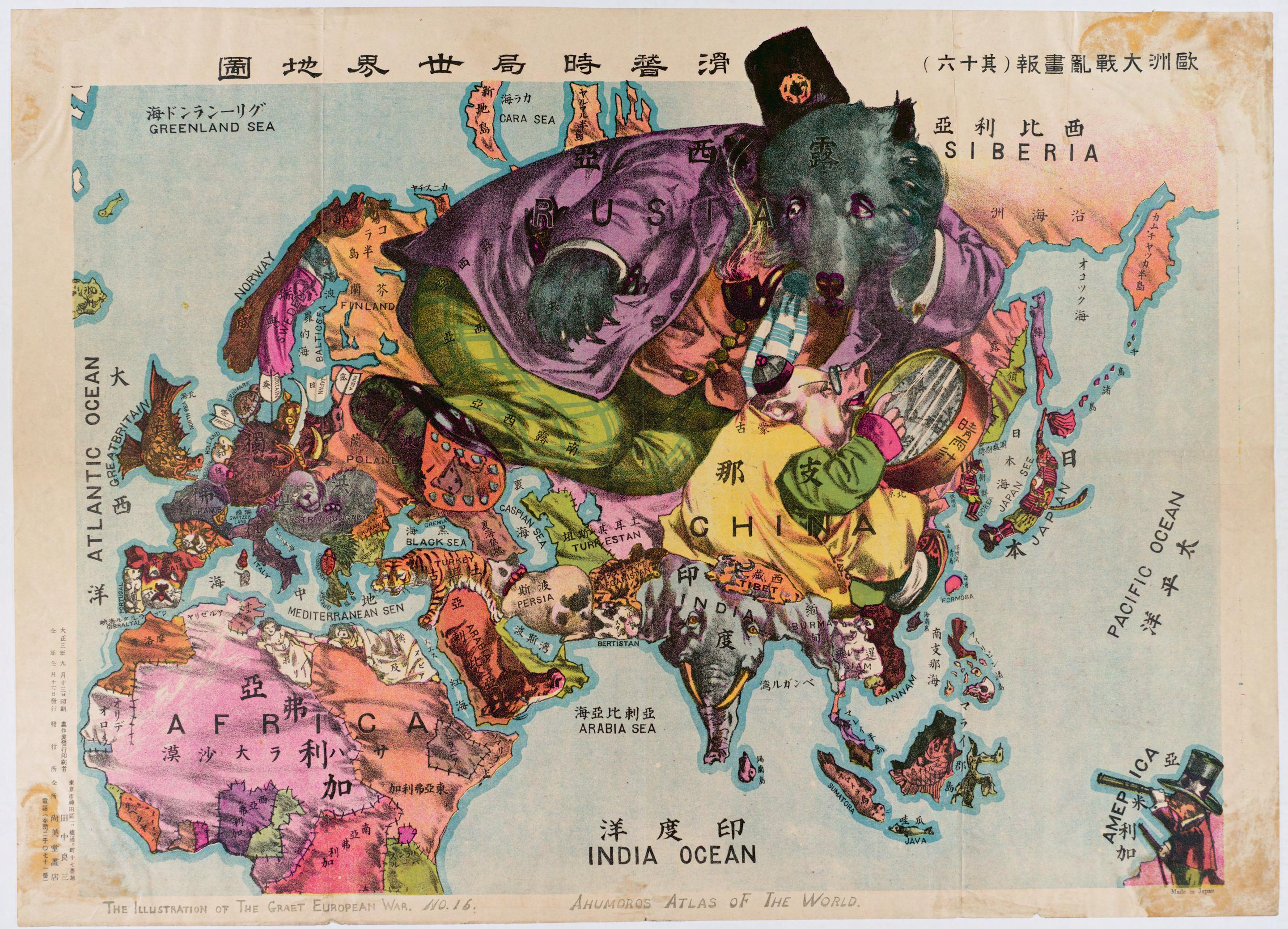
田中良三「滑稽欧亜外交地図」1914年
ドクター・スース「家からの信号を待っている」 日系人を第五列として描いている。1942年